# Austrolimnophila (Austrolimnophila) polyspilota
Austrolimnophila (Austrolimnophila) polyspilota is een tweevleugelige uit de familie steltmuggen (Limoniidae). De soort komt voor in het Neotropisch gebied.